# No Man’s Land – Tatort 911
No Man’s Land – Tatort 911 (Originaltitel: No Man’s Land) ist ein US-amerikanischer Kriminalfilm von Peter Werner aus dem Jahr 1987. Die Hauptrolle spielt Charlie Sheen.

## Handlung
Als ein Undercover-Detektiv bei der Untersuchung einer Reihe von Porsche 911-Diebstählen erschossen wird, beauftragt Lieutenant Vincent Bracey den 22-jährigen Officer Benjamin „Benjy“ Taylor, eine Porsche Werkstatt zu infiltrieren, die vermutlich das Zentrum der organisierten Porschediebstähle ist. Benjy wird aufgrund seiner umfassenden mechanischen Kenntnisse deutscher Autos, seines Anfängerstatus und seines jugendlichen Aussehens ausgewählt, wobei letzteres Außenstehende kaum vermuten lässt, dass er ein Polizist ist. Benjy soll Beweise dafür finden, dass Playboy Ted Varrick für die Diebstähle und den Mord an dem Detektiv verantwortlich ist.
Unter dem Pseudonym „Billy Ayles“ zieht Benjy nach Los Angeles und bekommt einen Job bei Technique Porsche als Mechaniker. Als Benjy eines Nachts Teds Porsche repariert, freunden sich die beiden Männer an und Benjy beginnt mit Teds Schwester Ann zu flirten. Benjy entdeckt auch eine rivalisierende Bande unter der Führung von Frank Martin, was ihn glauben lässt, dass Ted trotz Braceys Beharren nicht der Hauptverdächtige ist.
Schließlich führt Ted Benjy in sein Nebengeschäft ein. Werkstattleiter Malcolm koordiniert die Porsche-Diebstähle. Benjys erste Versuche, Autos zu stehlen, scheitern offenbar kläglich. Der rivalisierenden Bande bleiben seine Aktivitäten nicht verborgen, und man fügt ihm als Warnung eine Handverletzung zu. Beim Aufbrechen eines Wagens im Parkhaus eines Einkaufszentrums werden Benjy und Ted von Frank Martins Bande entdeckt und massiv unter Beschuss genommen, können sie aber nach einer langen Verfolgungsjagd abhängen. Ted belohnt Benjy an diesem Abend mit einem roten Porsche. Am nächsten Tag stellt Ted fest, dass Malcolm ermordet wurde. Als Vergeltung tötet er Frank Martin in einem Nachtclub.
Der korrupte Polizist Curtis Loos erzählt Ted während eines Telefongesprächs von Benjys wahrer Identität. Wie sich herausstellt, wurde Loos von Ted angeheuert, um den ersten Ermittler auszuschalten. Am nächsten Abend arrangiert Ted ein Treffen zwischen Benjy und Loos in einem Lagerhaus. Als Loos versucht, Benjy zu töten, kommt Ted scheinbar seinem Freund Benjy zu Hilfe. 
Benjy besucht nach dem Vorfall Lt. Bracey, um ihn über die Ereignisse mit Loos zu informieren. Vor seinem Haus bittet Bracey ihn, er solle ihn am nächsten Tag kontaktieren, damit sie die Sache klären können. Beide bemerken nicht, dass Ted in der Nähe ist und das Gespräch belauscht.
Am nächsten Tag fliegt Benjys Tarnung vor Ann auf, als sein Onkel Mike ihn in seiner Wohnung besucht. Er geht zu Braceys Haus und stellt fest, dass Ted ihn ermordet hat. Ted bereitet sich auf die Flucht vor, als Benjy ihn überredet, sich im Einkaufszentrum zu treffen, wo er versucht, Ted wegen der Morde zu verhaften. Ted widersetzt sich der Verhaftung und es kommt zu einer Schießerei. Benjy ist verwundet, schafft es aber, Ted zu erschießen.

## Synchronisation
Die deutsche Synchronisation entstand 1987 in Berlin.
| Rolle                               | Schauspieler      | Synchronsprecher  |
| ----------------------------------- | ----------------- | ----------------- |
| Ted Varrick                         | Charlie Sheen     | Benjamin Völz     |
| Benjamin „Benjy“ Taylor/Billy Ayles | D. B. Sweeney     | Jan Odle          |
| Lt. Vincent Bracey                  | Randy Quaid       | Uwe Friedrichsen  |
| Ann Varrick                         | Lara Harris       | Madeleine Stolz   |
| Malcolm                             | Bill Duke         | Herbert Weicker   |
| Frank Martin                        | R. D. Call        | Fred Maire        |
| Lt. Curtis Loos                     | Arlen Dean Snyder | Jochen Striebeck  |
| Danny                               | Al Shannon        | Christian Tramitz |
| Onkel Mike                          | George Dzundza    | Horst Sachtleben  |
| Margot                              | Danitza Kingsley  | Marion Hartmann   |
| Benjys Mutter                       | Peggy McCay       | Marion Hartmann   |
| Jim                                 | Robert Pierce     | Michael Gahr      |
| Onkel Roy                           | Claude Earl Jones | Norbert Gastell   |
| Horton                              | Michael Riley     | Gudo Hoegel       |

## Trivia
- Während der Dreharbeiten zur letzten Szene wurde Charlie Sheen bewusstlos geschlagen, als ein Zünder, der über Nacht hart wurde, zur falschen Zeit explodierte. Er erlitt Schnittwunden im Gesicht und einen vierwöchigen Hörverlust an einem Ohr.[1][2]
- Brad Pitt hat im Film eine Statisten-Rolle als Kellner. Während einer Aufnahme improvisierte er eine Textzeile und wurde beinahe gefeuert.[3]